# 佐藤輝

佐藤輝(俳優)
佐藤 輝（さとう てる：1945年〈昭和20年〉3月10日 ‐ ）は、日本の俳優、ミュージカル俳優、声優。本名は、佐藤 輝昭（さとう てるあき）。オフィス天童所属。

## 来歴・人物
山形県余目町（現・庄内町）出身。余目町立余目小学校、余目中学校を経て山形県立酒田東高等学校卒業。劇団俳優小劇場養成所2期生。歌って踊れる個性派俳優として演技力、歌唱力が高く評価されている。1976年より20年間、劇団動物園にて活動。
ミュージカル『ラ・マンチャの男』にサンチョ・パンサ役で1995年から出演、2008年の帝劇公演でサンチョ役484回の日本最多出演を記録した。
『子午線の祀り』（伊勢三郎義盛役）、『チャングムの誓い』（養父カン・ドック役）、『おしん』（定次役）、大河ドラマ『元禄繚乱』の忠僕八助役など代表作多数。1988年から芸名を佐藤輝とする。
自身は俳優になろうと決心した時の心境を「小学校6年の時に、町内の全5小学校が参加した連合学芸会で、木下順二作『彦市ばなし』の天狗の子の役を演じて、同学年の観客から思いがけない大きな拍手をもらった。それが評判になって、中学校の学芸会でも毎年出演させてもらえる機会に恵まれ、3年の時には『レ・ミゼラブル』の原作『ああ無情』の主役で本来は大男であるジャン・ヴァルジャン役を演じて好評だった。高校卒業後の進路を決める時、その小中4年間に体験した、仲間と一緒に新しい世界を作っていく楽しさと観客から拍手を受けた喜びを思い出して、156センチと小柄な自分でも一人の人間として仲間と対等に一緒に生きていける場所と仕事があるんだと気付き、身長のコンプレックスを乗り越えて、俳優として生きていく決心をした。」と語っている。
初舞台は1965年、小幡欣治作『畸型児（きけいじ）』。1969年に全国労音『だから! 青春』でミュージカル初出演。
1996年劇団動物園を結成・主宰。1977年の劇団動物園公演、佐藤 輝原案ミュージカル『紅葉乱舞車達引（もみじまうくるまのたてひき）』（観世栄夫演出）の山形県内公演は、県内初のミュージカル公演。
『マイ・フェア・レディ』『屋根の上のヴァイオリン弾き』などのブロードウェイミュージカルからストレートプレイ、日本の古典作品、小劇場、朗読など舞台を中心に、映画、テレビ、ラジオ、ドキュメント出演などの俳優活動のほか舞台作品の構成や演出、講演、俳句、写真、エッセイなど幅広い活動をしている。こうした佐藤輝の幅広い感性は、高校卒業までをすごした故郷山形県庄内地方の恵まれた風土と文化、500年の伝統を持つ黒川能謡曲の師匠だった父方の祖父や芝居小屋を経営していた母方の祖父などの環境によって育まれた。
モットーは「毎日が初日（しょにち）」。山形県酒田市の観光大使「北前大使」を務める。
1995年から松本幸四郎のドン・キホーテとコンビを組んで出演したミュージカル『ラ・マンチャの男』のサンチョ・パンサ役は、「佐藤輝が演じる、温かく愛らしいサンチョが絶品。」と評され、2008年の帝劇公演で484回の日本最多出演を記録した。この役作りのため、公演の度にラ・マンチャ地方を中心にスペインを7回訪れ、現地では「ハポンのサンチョ」と親しまれている。
1999年新国立劇場、2004年世田谷パブリックシアターで公演された木下順二の名作『子午線の祀り』には義経の一の郎党・伊勢三郎義盛（いせのさぶろうよしもり）役で出演。「精彩を放った佐藤 輝。野村萬斎の技量に、伊勢三郎の佐藤 輝がきっ抗し、盛り上げている。」と評された。
2021年、藤沢周平が故郷山形県庄内地方の方言・庄内弁にこだわって江戸時代後期の農村の暮らしを書いた小説「春秋山伏記」を継続して舞台化し東京から発信するために、東京で活動している庄内地方出身の俳優・表現者に呼び掛けて「春秋山伏記プロジェクト」を立ち上げた。プロジェクト・アドバイザーとして評論家の佐高信、応援団長として演劇評論家の木村隆が参加している。

## 出演

### 舞台
- 畸型児（きけいじ）（1965年） - 社員B役　小幡欣治作　一ツ橋講堂
- 関東平野（1966年） - 佐藤二等兵役　川俣晃自作　一ツ橋講堂
- わざおぎのふるさと（1969年）　第三回関弘子企画公演　農協ホール
- 萬歳の遊び 幕間漫才（1969年） - 才蔵役　早野寿郎演出　劇団俳優小劇場公演　農協ホール
- 日と火と碑と人（1969年） - 鉄次役[7]　関矢幸雄作演出振付　劇団俳優小劇場公演　紀伊国屋ホール
- ミュージカル だから! 青春（1969年） - 片岡永治役　加藤盟脚本演出　文京公会堂　全国労音公演
- どくどくどく（1969年） - 探偵役　新村もとを作演出　GROUPダル プロデュース ドロップアウト演劇公演
- ミュージカル だから! 青春（1970年） - 片岡永治役　加藤盟脚本演出　全国94公演
- 琉球処分（1970年） - 村人　藤田傳作演出　劇団俳優小劇場公演　都市センターホール
- わが町（1970年） - ジョー・クロウエル役　早野寿郎演出　劇団俳優小劇場公演　新宿厚生年金会館小ホール
- 救いは…（1971年） - バリー役　道城偕子演出　演劇グループ開プロデュース公演
- 本朝二十不孝 善悪の二つ車（1971年） - 甚七役　早野寿郎演出　劇団俳優小劇場公演
- 犬神博士（1972年） - 横寺巡査　藤田傅脚本演出　第一回自由人公演　新宿紀伊国屋ホール
- 巴鼻庵物狂い（1972年） - F（博士）役　田中千禾夫作演出　窓の会公演
- 天保十二年のシェイクスピア（1974年） - 清水次郎長ほか　井上ひさし作　出口典夫演出　西武劇場　全国公演
- 夢の渡り鳥（1974年） - チョロ松　福田善之台本演出  立動舎年忘れ興行　新宿紀伊国屋ホール
- 越前竹人形（1975年） - 喜助　構成演出観世栄夫　作家と音楽 水上勉の世界 唄と女と
- 女ねずみ小僧（1975年） - 弟ねずみ三太役　福田善之作演出　明治座
- 続夢の渡り鳥（1975年）　福田善之台本演出  立動舎年忘れ興行　新宿紀伊国屋ホール
- ロック・ミュージカル 落城（1976年） - 雑兵B役　龍田浩介作　渋谷ジァン・ジァン
- 東海道四谷怪談（1976年） - 関口官蔵役　観世栄夫演出　嵐徳三郎公演　渋谷ジァン・ジァン
- 酔いどれ菩薩（1976年）　福田善之台本演出  立動舎年忘れ興行　新宿紀伊国屋ホール
- 冬眠まんざい（1977年） - トト役　秋浜悟史作 観世栄夫演出　関弘子・企画 現代語りもの集　渋谷ジァン・ジァン
- ミュージカル 紅葉乱舞車達引（1977年） - ドカベン役　観世栄夫演出　労音会館
- 冬眠まんざい（1978年） - トト役　秋浜悟史作　観世栄夫演出　関弘子企画 現代語りもの集2　渋谷ジァン・ジァン
- ろば - ろば一文字号役　むかし・まつり（1979年）[8] 『ろば』大藪郁子作　『むかし・まつり』佐藤輝昭構成　観世栄夫演出　劇団動物園公演　渋谷ジァン・ジァン
- 一本刀土俵入り　狸御殿（1979年）　沢竜二演出　シアターグリーン
- ろば - ろば一文字号役　むかし・まつり（1981年）　観世栄夫演出
- 南北恋物語（1982年） - 炭一役　秋元松代作　蜷川幸雄演出　帝国劇場
- 近松心中物語（1983年） - 太鼓持 勘八役　秋元松代作 蜷川幸雄演出　帝国劇場
- 鼬 山参道（1990年） - 弥五役　真船豊作　近松麗江書斎劇場公演　三越劇場
- 明治太平記（1992年） - 甚助役　中江良夫・堀井康明脚本　井上思演出　帝国劇場
- ミュージカル その男ゾルバ（1993年） - イギリス提督役[9]　小田島雄志翻訳　中村哮夫演出　新宿コマ劇場　劇場飛天
- ミュージカル マイ・フェア・レディ（1993年） - ジェミイ役[10]　倉橋健訳 ジョン・ファンリー / 佐藤浩史演出　劇場飛天
- ミュージカル 屋根の上のヴァイオリン弾き（1994年） - ナフム[11]　倉橋健訳　演出振付サミー・ベイス / 佐藤浩史演出　帝国劇場
- ミュージカル お気に召すまま（1994年） - バーテン堤一、アダム　菊池准脚本作詞演出　サンシャイン劇場
- ミュージカル マイ・フェア・レディ（1994年） - ジェミイ役　倉橋健訳 ジョン・ファンリー / 佐藤浩史演出　帝国劇場
- 近松心中物語（1995年） - 太鼓持 弥七役　蜷川幸雄演出　近鉄劇場
- ミュージカル ラ・マンチャの男（1995年） - サンチョ役　デール・ワッサーマン脚本　エディ・ロール / 中村哮夫演出　青山劇場
- ミュージカル シンデレラ（1995年） - 伝令官　早川保清翻訳訳詞　サミー・ダラス・ベイズ演出　新宿コマ劇場
- ミュージカル 屋根の上のヴァイオリン弾き（1996年） - ナフム役　帝国劇場
- ミュージカル エニシング・ゴーズ（1996年） - 中国人ヨハネ役[12]　丹野郁弓翻訳　謝珠栄演出　青山劇場
- ミュージカル マイ・フェア・レディ（1997年） - ジェミイ役　帝国劇場　劇場飛天
- ミュージカル ラ・マンチャの男（1997年） - サンチョ役　名鉄ホール　青山劇場
- ミュージカル 42ND STREET（1997年） - バート・バリー役　青井陽治訳演出訳詞　日生劇場
- ミュージカル IRENE アイリーン（1998年） - クランシー役　丹野郁弓翻訳　鵜山仁演出　日生劇場
- ミュージカル 屋根の上のヴァイオリン弾き（1998年） - ナフム役　帝国劇場
- ミュージカル 34丁目の奇跡（1998年） - マーチン・グループ判事役　大塚みゆき翻訳　吉川徹演出　シアターアプル
- 子午線の祀り（1999年） - 伊勢三郎義盛役　木下順二作　観世栄夫ほか演出　新国立劇場
- ミュージカル ラ・マンチャの男（1999年） - サンチョ役　青山劇場
- ミュージカル 34丁目の奇跡（1999年） - マーチン・グループ判事役　シアターアプル
- ミュージカル ラ・マンチャの男（2000年） - サンチョ役　中村哮夫演出　日生劇場
- 天国から来たチャンピオン（2000年） - マックス・レビーン役　小田島恒志翻訳　野伏翔演出　シアターコクーン　全国公演
- ミュージカル ラ・マンチャの男（2001年） - サンチョ役　日生劇場
- ミュージカル 屋根の上のヴァイオリン弾き（2001年） - ナフム役　梅田コマ劇場　帝国劇場
- 将門（2001年） - 秩父坊役　清水邦夫作　野伏翔演出　神田明神野外劇
- ミュージカル ラ・マンチャの男（2002年） - サンチョ役　松本幸四郎　江口正昭演出　博多座　帝国劇場
- ろば2003（2003年） - ろば一文字号役　大藪郁子作　佐藤輝補綴演出　横須賀芸術劇場
- 家族日記（2004年） - 大野役　中島淳彦作 堤泰之演出　TALLY-HO公演　ザ・スズナリ
- 子午線の祀り（2004年） - 伊勢三郎義盛役　木下順二作　観世栄夫演出　世田谷パブリックシアター
- ミュージカル ラ・マンチャの男（2005年） - サンチョ役　名鉄ホール　帝国劇場
- ミュージカルOHダディー!（2006年） - ドン・コルレオーネ、ジョー役　作詞演出福田陽一郎 東京芸術劇場
- 宮廷女官 チャングムの誓い（2007年） - カン・ドック役　今井豊茂脚本  西川信廣演出　日生劇場
- 宮廷女官 チャングムの誓い（2008年） - カン・ドック役　御園座
- ミュージカル ラ・マンチャの男（2008年） - サンチョ役　松本幸四郎演出　帝国劇場
- おしん 青春編（2008年） - 定次役　橋田壽賀子作　石井ふく子演出　新橋演舞場
- 新宿・歌声喫茶の青春（2008年） - 木崎役　山川啓介脚本　村田大演出　シアターアプル
- おしん 少女編（2009年） - 定次役　橋田壽賀子作　石井ふく子演出　全国公演　浅草公会堂
- 三平物語（2009年） - 早野勘八役　金子成人作　水谷幹夫演出　明治座
- 友情 秋桜のバラード（2010年） - 信一の父・森山正一役　布勢博一脚本　吉村ゆう演出　博品館劇場
- 感動するRO-DO-KU 生きるよろこび（2010年） - 朗読　佐藤輝構成　小林裕演出　庄内町響ホール
- 二木てるみDear'あなたへ読む物語 井上靖作 猟銃（2012年） - 朗読　岩澤敏演出　赤坂RED / THEATER
- まくべっと（2013年） - グラミス 負傷兵 陳情者3　イヨネスコ作　中村まり子訳演出（第6回小田島雄志・翻訳戯曲賞受賞）　下北沢「劇」小劇場
- 天翔ける盗賊 石川五右衛門（2014年） - 豊臣秀吉　和希太平脚本演出　品川区スクエア荏原ひらつかホール
- 忠臣蔵 -元禄仇討ち裏事情-（2014年） - 徳川光圀（水戸黄門）　和希太平脚本演出　品川区スクエア荏原ひらつかホール
- 感動するRO-DO-KU LIVE 生きるよろこび（2018年） - 太宰治「カチカチ山」狸 朗読　佐藤輝構成演出　神楽坂TheGLEE
- 藤沢周平「春秋山伏記 験試し」（2019年） - 作者 大鷲坊　佐藤輝構成・演出　神楽坂TheGLEE
- 藤沢周平 春秋山伏記 験試し（2021年） - 案内人 長人・利助　佐藤輝構成・演出 春秋山伏記プロジェクト公演　神楽坂THEGLEE
- 藤沢周平 春秋山伏記 狐の足あと（2022年） - 案内人 長人・利助　佐藤輝構成・演出 春秋山伏記プロジェクト公演　神楽坂THEGLEE
- 藤沢周平 春秋山伏記 狐の足あと（2023年） - 案内人 長人・利助 権蔵　佐藤輝構成・演出 春秋山伏記プロジェクト公演　庄内公演
- 藤沢周平 春秋山伏記 火の家（2023年） - 案内人 長人・利助 八兵衛　佐藤輝構成・演出 春秋山伏記プロジェクト公演　神楽坂THEGLEE
- 藤沢周平 春秋山伏記 験試し（2024年） - 案内人 長人・利助　佐藤輝構成・演出 春秋山伏記プロジェクト公演　ティアラこうとう

### テレビドラマ
- 大きい目小さい目（1968年、TBS） - 佐藤輝昭 - ソロバン塾生石田役
- エプロン父さん 第18話（1969年、TBS） - 美大学生高野誠一役
- 若すぎる二人（1969年、日本テレビ） - 予備校生山岡一郎役
- ポーラテレビ小説 『パンとあこがれ』（1969年、TBS） - 本郷穂高屋 英夫役
- ポーラテレビ小説 『安ベエの海』（1969年 - 1970年、TBS） - 長寿庵店員・稲葉十三郎役
- 東京コンバット 第38話『コンバット危機一髪』（1969年、フジテレビ） - 自動車修理工田辺正一役
- マイホーム'70 第9話（1970年、TBS） - 週刊誌カメラマン三島役
- ポーラテレビ小説 『オランダおいね』（1970年、TBS）
- ポーラテレビ小説 『花もめん』（1970年 - 1971年、TBS） - コック藤村新太郎役
- みかんきんかん夏みかん（1971年、TBS） - 満月店員順役
- 東京築地三丁目（1971年、TBS） - 小田中店員木村信二役
- 女はつらいよ 第5話（1971年、TBS） - カメラマン助手
- ポーラテレビ小説「お登勢」（1971年、TBS） - 竜宝院小坊主役
- 東芝日曜劇場『新しき日日』（1971年、TBS） - あけぼの染色工房・武役
- ポーラテレビ小説 『ひまわりの道』（1971年 - 1972年、TBS） - 細川法律事務所書生国枝役
- シルバー仮面 第2話「地球人は宇宙の敵」（1971年、TBS） - 村の若者
- 夕空晴れて 13回 最終回（1971年、フジテレビ） - チンピラ
- よーい！どん（1972年、テレビ朝日） - 輝さん
- はーいただいま（1972年、TBS） - 杉原五郎役
- 特別機動捜査隊 （NET）
  - 第576回『悪夢』（1972年） - スナックマスター石井孝夫役
  - 第723回『黄色い雨傘』（1975年） - 東新大学サッカー部員佐伯役
- ママはライバル 第18話『ママはテスト中』（1973年、TBS） - 酒屋の若い衆
- 事件狩り 第8話「さらわれたビキニの娘」（1974年、TBS）
- 伝七捕物帳 第53話『情の火花に散る涙』（1974年、日本テレビ）
- 水曜劇場「時間ですよ 昭和元年」第15話（1975年、TBS） - 松井三吉役
- 銀河テレビ小説（NHK）
  - 夏の故郷（1976年） - 源茂男
  - 霧の中の少女（1976年） - 辰つあん
  - となりの芝生（1976年）
  - 石坂洋次郎シリーズ 霧の中の少女（1976年）
  - ふるさとシリーズ 望郷の街（1977年）
  - ふるさとシリーズ 上野駅周辺（1978年）
  - わかれ道（1978年） - 駅員役
  - 春の珍客（1979年） - 隣房の囚人
  - あるときは妻（1989年）
- 連続テレビ小説（NHK）
  - 雲のじゅうたん（1976年） - 屋根に不時着する飛行家役
  - マー姉ちゃん（1979年） - 鶏泥棒役
  - ひまわり（1999年） - 野菜売り
- 夜明けの刑事(第70話)「抱きつきスリ姉妹の殺意!」（1976年、TBS） - 平山役
- 新五捕物帳（日本テレビ）
  - 第173話「真心の旅路」（1982年） - 平吉役
- 大河ドラマ（NHK）
  - 風と雲と虹と（1976年） - 民人役
  - 花神（1977年） - 石井宗謙の書生助手・松村役
  - 元禄繚乱（1999年） - 大石内蔵助の忠僕 八助役
  - 武蔵 MUSASHI（2003年） - 染師役
- 水曜劇場 「ふたりでひとり」（1976年 - 1977年、TBS）
- 鳴門秘帖（1976年、NHK） - かわら版売り
- 八甲田山（1978年、MBS TBS） - 山田輜重兵役
- 早筆右三郎（1978年、NHK）
- 俺はあばれはっちゃく（1979年 - 1980年、テレビ朝日） - 山本巡査役
- 男なら 第3回 独りの春はさびしくて（1978年、TBS） - 運送屋店員役
- 陽はまた昇る (1)（1979年、フジテレビ） - 石黒保役
- 仮面ライダースーパー1（1980年、毎日放送） - 小塚政夫役
- 木曜座 逢いたくて（1980年、毎日放送TBS系）
- あゝ野麦峠（1980年、TBS）
- 大戦隊ゴーグルV 第26話『ブラック! 大逆転』（1982年、テレビ朝日）
- バッテンロボ丸 第27話『さよなら三角またきて四角』（1982年、フジテレビ）
- ポーラテレビ小説 「おゆう」（1983年、TBS）
- 金曜劇場 「望郷・美しき妻の別れ」（1983年、フジテレビ） - 伊勢崎亮吉役
- 西部警察PART III 第23話『走る炎!!酒田大追跡　－山形篇－』（1983年、テレビ朝日） - トラック運転手
- ニュードキュメンタリードラマ"昭和" 松本清張事件にせまる「佐分利公使の怪死事件」（1984年、テレビ朝日） - ホテルマン役
- 超電子バイオマン 第22話「大泥棒?! ブルー!」（1984年、テレビ朝日） - 警官
- 木曜ゴールデンドラマ「死刑執行四十八時間」（1984年、日本テレビ） - 死刑囚
- 火曜サスペンス劇場「奥能登殺人遊戯」（1985年、日本テレビ）
- 現代怪奇サスペンス「蜘蛛」（1986年、フジテレビ） - タクシー運転手
- 水曜グランドロマン『老人病棟の仲間たち』（1989年、日本テレビ）
- 春を待つ家（1990年、フジテレビ） - 御用聞き
- 鬼平犯科帳 第2シリーズ 第11話「四度目の女房」（1991年、フジテレビ / 松竹） - 留
- ドラマ・スペシャル『オールド フレンド』（1991年、NHK） - 仙台のタクシー運転手
- 月曜ドラマスペシャル 森繁久彌文化勲章受賞記念作品『おやじのヒゲ』（1991年、TBS） - 中村警官役
- 中学生日記 『さよならが言えない』（1992年、NHK）
- 中学生日記 『絶対ヤセるわ』（1992年、NHK） - 高田あかねの父役
- 月曜ドラマスペシャル『恋文』（1992年、TBS）
- 『La Cuisine　ラ・キュイジーヌ』第20回「ラーメン」（1991年、フジテレビ） - タクシー運転手・吉永
- 金曜エンタテイメント 終戦48年特別企画『収容所(ラーゲリ)から来た遺書』（1991年、フジテレビ） - 北沢（アムール句会）
- 有言実行三姉妹シュシュトリアン 第35話「怪奇! C型仮面」（1993年、フジテレビ） - C型仮面
- 銭形平次 第3シリーズ 第16話「四人の容疑者」（1993年、フジテレビ）
- さすらい刑事旅情編VI (第18話)『ニセ札事件の女・婦警の休日』（1994年、テレビ朝日） - 前沢春樹役
- 中学生日記『ボクであるために』（1994年、NHK） - 原雅の父役
- ドラマ新銀河『これでいいのだ』（1994年、NHK） - 桶屋・矢口岩男役
- 中学生日記『消えた家訓』（1994年、NHK） - 前川光弘の父・八百秀役役
- 松本清張特別企画・父系の指（1995年、TBS） - 警官役
- 土曜ワイド劇場京都殺人案内第21話『みちのく母恋吹雪 盗撮された美女と羽黒山・国宝五重塔の謎』（1995年、朝日放送） - 鶴岡の警察官小泉民吉役
- 暴れん坊将軍VI 第24話「剣難女難の恋指南」（1995年、テレビ朝日） - 榊喜内役
- カネボウヒューマンスペシャル(16)『生きのびて』（1996年、日本テレビ） - 中国人医師・姚
- 火曜サスペンス劇場『おかしな夫婦』2『雪の諏訪湖山中ケモノ道写真にうつった謎の光る物体』（1996年、日本テレビ）
- 花王愛の劇場『ひよこたちの天使』第34話（1996年、TBS） - 上岡役
- 中学生日記 『オマケの一日』（1996年、NHK） - 野菜売り役
- 水戸黄門（TBS / C.A.L）
  - 第25部 第13話「若様の水門破り -高松-」（1997年3月17日） - 留吉役
  - 第35部 第12話「初春! 意地の味くらべ -八代-」（2006年1月9日） - 武助役
  - 第36部第9話「御老公の悪党志願！ -小浜-」（2006年9月18日） - 廻船問屋春日屋番頭・吾助役
  - 第42部 第17話「さらわれた黄門さま -琴平-」（2011年2月14日） - 岡崎六右衛門役
- 牟田刑事官事件ファイル(23)『携帯電話に殺人トリック！』（1997年、テレビ朝日） - 柳瀬役
- 金曜エンタテイメント『おふくろからありがとう』(13)『夫は私のために死んだ!!』（1997年、フジテレビ） - 八百屋・上田政夫役
- 土曜ワイド劇場 ママさん記者明衣子の事件（1999年、テレビ朝日） - 平田登 役
- 剣客商売 第4シリーズ 第5話「東海道見附宿」（2003年、フジテレビ / 松竹） - 太作役
- 西村京太郎トラベルミステリー『密室列車・特急かもしか　途中下車 連続殺人』（2009年、テレビ朝日）
- ドラマ特別企画・居酒屋もへじ（2011年9月25日、TBS） - フジモト
- BS時代劇新・御宿かわせみ 最終回（2014年、NHK） - 大店の旦那
- BS時代劇大岡越前3 第1回（2016年1月15日、NHK） - 松屋番頭・佐平

### NHK くらしの歴史・歴史みつけた
- 教育テレビ くらしの歴史『祇園祭』（1983年） - 大工役 演出佐野龍之介
- 教育テレビ くらしの歴史『縄文時代』（1983年） - 縄文人  演出佐野元彦
- 教育テレビ くらしの歴史『五人組』（1984年）　演出豊島伸一
- 教育テレビ くらしの歴史『天下の町人』（1984年）　演出村上政光
- 教育テレビ くらしの歴史『五街道』（1985年）　演出村上政光
- 教育テレビ くらしの歴史『朝鮮通信使』（1986年）　演出村上政光
- 教育テレビ くらしの歴史『五人組』（1987年）　演出村上政光
- 教育テレビ くらしの歴史『北前船』（1987年）　演出村上政光
- 教育テレビ くらしの歴史『汽笛一声』（1987年）　演出菅
- 教育テレビ 歴史みつけた『五人組』（1988年）　演出村上政光
- 教育テレビ 歴史みつけた『応仁の乱』（1989年） - 茶坊主役　演出豊島伸一
- 教育テレビ 歴史みつけた『年貢半減　明治維新』（1989年） - 官軍役　演出豊島伸一
- 教育テレビ 歴史みつけた『五街道』（1989年） - 喜多八役　演出豊島伸一
- 教育テレビ 歴史みつけた『文明開化 オッペケペー』（1989年） - フォトグラファー役　演出豊島伸一
- 教育テレビ 歴史みつけた『応仁の乱』（1990年） - 一休宗純役　演出豊島伸一
- 教育テレビ 歴史みつけた『北前船』（1990年） - 船問屋番頭役　演出豊島伸一
- 教育テレビ 歴史みつけた『五人組 検地』（1990年） - 一休宗純役　演出豊島伸一
- 教育テレビ 歴史みつけた『武士のおこり』（1991年） - 地侍役　演出豊島伸一
- 教育テレビ 歴史みつけた『おふれがき』（1991年） - 村人役　演出豊島伸一
- 教育テレビ 歴史みつけた『文明開化』（1991年） - 車夫・伝吉役　演出野田雄介

### BS 俳句王国
- 主宰・加藤三七子 兼題『草笛』（1999年、NHK-BS） ゲスト出演　草笛や 白く暮れゆく 月の山　元暦を 語る潮文字 春の月
- 主宰・加藤三七子 兼題『舟遊び』（1999年、NHK-BS） ゲスト出演　またひとつ 橋の腹見る 舟遊び　高曇り 鳥海 五月田に溶けて
- 主宰・坪内稔典 兼題『十月』柏原吟行（2000年、NHK-BS） ゲスト出演　十月や 一番鶏の しわがれて　秋日和 丹波古木に 耳当てて
- 主宰・辻桃子 兼題『秋茄子』（2002年、NHK-BS） ゲスト出演　秋茄子の ゆらりのびたり 土の上　芋煮会 地球背負って 青き空
- 主宰・黒田杏子 兼題『探梅』（2004年、NHK-BS） ゲスト出演　探梅や 海の香遠き 汐見坂　地吹雪の 晴れて一村 間近なり
- 主宰・黒田杏子 兼題『日脚伸ぶ』（2004年、NHK-BS） ゲスト出演　遠来の 友の背中や 日脚伸ぶ　月凍る 街の眠りの 深さかな
- 主宰・稲畑汀子 兼題『冬木の芽』（2005年、NHK-BS） ゲスト出演　夢語る 子らの瞳や 冬木の芽　都市もみな 寝静まりたる 霜夜かな
- 主宰・稲畑汀子 兼題『寒さ』（2005年、NHK-BS） ゲスト出演　富士筑波 見通せる日の 寒さかな　還暦の 顔それぞれに年忘れ　伊予柑の 出迎え受けし 伊予路かな
- 主宰・片山由美子 兼題『虫の夜』（2006年、NHK-BS） ゲスト出演　ふるさとの 闇の深さや 虫の夜　ぼんぼりの 先の闇から 風の盆
- 主宰・片山由美子 兼題『子規忌』（2006年、NHK-BS） ゲスト出演　スタジオに 獲物並べし 獺祭忌　登高や 海に入りたる 最上川
- NHK俳句 片山由美子『夏越の祓』（2009年、NHK-ETV）　ゲスト出演

### ドキュメント
- 名作をポケットに『斎藤茂吉・白き山』（2003年、NHK-BS）　構成演出谷口かおり　佐藤輝 - 旅人
- 『スペシャリテ紀行 〜皿の上の物語〜』【山形・庄内の恵みを生かす地産地消のイタリアン】（2010年、BS日テレ）　演出保田正明 「アル・ケッチァーノ」奥田政行シェフ　佐藤輝 - 旅人
- 我が心の師「女優・山岡久乃✕藤田朋子」 山岡さんからいただいた楽屋のれんと荷物ボテを語る

### 映画
- わが闘争 - 駅員山口役　中村登監督（1968年）
- 青春の海 - 福井良年役　岡本愛彦監督（1974年）
- バッテンロボ丸 お化けを飼う少女 - 牧師役　加藤盟監督（1983年）
- 湯殿山麓呪い村 - 地元の警察官役　池田敏春監督（1984年）
- きみが輝くとき - タクシー運転手役　森川時久監督（1985年）
- 親鸞・白い道 - 韓鍛役　三國連太郎監督（1987年） 第40回カンヌ国際映画祭審査員賞
- 次郎物語 - 直吉役　森川時久監督（1987年）
- 母 - 長男弘役　松山善三監督（1988年）
- 童謡物語 - 古賀和夫役　森川時久監督（1988年）
- 海は見ていた - 文治・鳶職　熊井啓監督（2002年）
- ハルウララ　森川時久監督（2005年）
- 劇場版 ほんとうにあった怖い話 2016（2016年）

### ラジオ
- セブンプラザ イン やまがた（1973年 - 1974年、YBC山形放送） - 2時間生ディスクジョッキー
- ジャンボ・セブン（1974年 - 1975年） - 2時間生ディスクジョッキー
- ラジオ小説 私の文庫本 青葉繁れる（1981年、文化放送） - 稔　井上ひさし作　井沢満脚色　広瀬和明制作
- 文化放送開局30周年特別番組 ドラマ 吉里吉里人（1982年、文化放送） - ヨサブロー 内藤(入国警備官)　原作井上ひさし　脚色川崎洋
- FMシアター スコット・希望への旅（1986年、NHK）　演出保科義久
- FM特集サラウンドファンタジー 日々の泡〜ボリス・ヴィアンの"うたかたの日々" （1990年、NHK）　脚本蓬莱泰三　演出斎明寺以玖子
- FM 特集・民族の歌と森の物語 サハリン・シンフォニィ 第1部 青春と海 サハリン・シンフォニィ 第2部 海山の祭り（1991年、NHK）　作森崎和江　演出斎明寺以玖子
- FMシアター ア・ルース・ボーイ（1991年、NHK） - 沢田　作佐伯一麦　脚色高橋里実　演出千葉守
- FMシアター コネコにコバン（1994年、NHK） - 杉浦勇祐　作福田卓郎　演出芦田健
- FMシアター ソフィーの世界 〜哲学者からの不思議な手紙〜前後編（1996年、NHK）　演出斎明寺以玖子
- FMシアター ツツジの里帰り（1998年、NHK） - 佐藤武　演出松本順
- 青春アドベンチャー 天使のリール（1998年、NHK） - 宣伝部長　作佐藤ひろみ　演出千葉守
- FMシアター 蒲生邸殺人事件（1999年、NHK）　脚色関澄一輝　演出佐々木正之
- FMシアター 茶湯寺で見た夢（1999年、NHK） - うてるやん　脚色ミラーカク子　演出永野昭
- 青春アドベンチャー 魔女たちのたそがれ（1999年、NHK） - 河村　脚色吉村ゆう　演出保科義久
- FMシアター ポプラの秋（2000年、NHK） - 西岡　脚色井出真理　江澤俊彦演出
- FM 日曜喫茶室 スペインの光と影に魅せられて（2001年、NHK） - お客様
- FMシアター ねず色の海（2001年） - 整体師　脚本入山さと子　演出松本順
- ラジオ深夜便小劇場 枯れない人々・前後編（2003年、NHK） - 神田寛斎　脚本松原一成　演出枡田豊
- FMシアター シリーズ ロシア・ユーラシアの現代文学 コーカサスの金色の雲（2003年、NHK）　脚本玉井恵子　演出保科義久
- FMシアター 百億光年の貝殻（2006年、NHK）　脚本相良敦子　演出保科義久
- 青春アドベンチャー 黄金仮面（2010年、NHK） - 波越警部　作大河内聡　演出江澤俊彦
- 青春アドベンチャー 魔術師（2012年、NHK） - 波越警部　脚色芳崎洋子　演出江澤俊彦
- FMシアター 母、逝かず（2015年、NHK） - 金田利夫　作西山聡　江澤俊彦演出
- 朗読 森鷗外作品集 "鶏" "金貨""大発見"（2015年、NHK）

### テレビアニメ
- ドカベン（1977年 - 1978年、山岡、和田）
- ヤッターマン（門衛）